# Mistrzostwa Europy w Lekkoatletyce 2012 – bieg na 3000 m z przeszkodami mężczyzn
Bieg na 3000 metrów z przeszkodami mężczyzn – jedna z konkurencji rozegranych podczas lekkoatletycznych mistrzostw Europy w Helsinkach.
Czwarte miejsce zajął Francuz Nordine Gezzar, został jednak zdyskwalifikowany za doping i jego wynik anulowano.

## Terminarz
| Data       | Godzina |            |
| ---------- | ------- | ---------- |
| 27 czerwca | 18:30   | Eliminacje |
| 29 czerwca | 19:05   | Finał      |

## Rezultaty

### Eliminacje
| Poz. | Bieg | Zawodnik                    | Reprezentacja   | Czas      | Uwagi |
| ---- | ---- | --------------------------- | --------------- | --------- | ----- |
| 1    | 2    | Tarık Langat Akdağ          | Turcja          | 8:27.31   | Q, SB |
| 2    | 2    | Ion Luchianov               | Mołdawia        | 8:29.28   | Q     |
| 3    | 2    | Víctor García               | Hiszpania       | 8:29.44   | Q     |
| 4    | 2    | Łukasz Oślizło              | Polska          | 8:29.46   | Q     |
| 5    | 2    | Abdelaziz Merzougui         | Hiszpania       | 8:29.51   | q     |
| 6    | 2    | Steffen Uliczka             | Niemcy          | 8:29.55   | q     |
| 7    | 1    | Mahiedine Mekhissi-Benabbad | Francja         | 8:31.05   | Q     |
| (8)  | 1    | Nordine Gezzar              | Francja         | (8:31.33) | Q     |
| 9    | 2    | Yuri Floriani               | Włochy          | 8:32.63   | q     |
| 10   | 1    | Patrick Nasti               | Włochy          | 8:34.08   | Q     |
| 11   | 1    | Łukasz Parszczyński         | Polska          | 8:35.05   | Q     |
| 12   | 1    | Antonio David Jiménez       | Hiszpania       | 8:35.44   | q     |
| 13   | 2    | Kaur Kivistik               | Estonia         | 8:36.10   | q, PB |
| 14   | 1    | Hakan Duvar                 | Turcja          | 8:37.40   | q     |
| 15   | 1    | Krystian Zalewski           | Polska          | 8:37.82   | q     |
| 16   | 1    | James Wilkinson             | Wielka Brytania | 8:39.19   |       |
| 17   | 2    | Noureddine Smaïl            | Francja         | 8:41.11   |       |
| 18   | 1    | Alberto Paulo               | Portugalia      | 8:41.63   | SB    |
| 19   | 2    | Itai Maggidi                | Izrael          | 8:47.29   |       |
| 20   | 1    | Rob Mullett                 | Wielka Brytania | 8:48.38   |       |
| 21   | 2    | Ildar Minszin               | Rosja           | 8:52.84   |       |
| 22   | 1    | Alexandru Ghinea            | Rumunia         | 8:55.88   |       |
|      | 1    | Jukka Keskisalo             | Finlandia       | DNS       |       |
|      | 1    | Halil Akkaş                 | Turcja          | DNF       |       |
|      | 2    | Luke Gunn                   | Wielka Brytania | DNF       |       |

### Finał
| Poz. | Zawodnik                    | Reprezentacja | Czas      | Uwagi |
| ---- | --------------------------- | ------------- | --------- | ----- |
|      | Mahiedine Mekhissi-Benabbad | Francja       | 8:33.23   |       |
|      | Tarık Langat Akdağ          | Turcja        | 8:35.24   |       |
|      | Víctor García               | Hiszpania     | 8:35.87   |       |
| 4    | Abdelaziz Merzougui         | Hiszpania     | 8:38.58   |       |
| 5    | Łukasz Parszczyński         | Polska        | 8:38.76   |       |
| 6    | Yuri Floriani               | Włochy        | 8:39.22   |       |
| 7    | Krystian Zalewski           | Polska        | 8:39.35   |       |
| 8    | Hakan Duvar                 | Turcja        | 8:40.05   |       |
| 9    | Steffen Uliczka             | Niemcy        | 8:41.53   |       |
| 10   | Ion Luchianov               | Mołdawia      | 8:42.06   |       |
| 11   | Łukasz Oślizło              | Polska        | 8:44.51   |       |
| 12   | Patrick Nasti               | Włochy        | 8:48.37   |       |
| 13   | Antonio David Jiménez       | Hiszpania     | 8:53.30   |       |
| 14   | Kaur Kivistik               | Estonia       | 8:58.02   |       |
| DQ   | Nordine Gezzar              | Francja       | (8:36.98) |       |